# میلش هاول
میلُش هاوِل (چکی: Miloš Havel; ۳ نوامبر ۱۸۹۹ – ۲۵ فوریهٔ ۱۹۶۸) تهیه‌کننده فیلم و مدیر اجرایی استودیو اهل کشور چکسلواکی بود. هاول کارگردان شرکت تولید فیلم Lucernafilm بود که در سال ۱۹۱۲ توسط پدرش تأسیس شد. وی همچنین رئیس استودیوی فیلم A-B بود که استودیوهای جدید خود را در سال ۱۹۳۲ در باراندوف بنا کرد. وی در هنگام اشغال چکسلواکی توسط آلمان مسئول استودیو باقی ماند. پس از جنگ جهانی دوم، فعالیت‌های زمان جنگ وی به شدت مورد انتقاد قرار گرفت و وی به اتهامات مربوط به همکاری با آلمان نازی محاکمه شد. اگرچه تبرئه شد اما از کار در صنعت فیلم منع شد. او کشور را ترک کرد و در مونیخ مستقر شد. او دایی واتسلاف هاول اولین رئیس‌جمهور جمهوری چک بود.